# Bleda notatus
A Bleda notatus a verébalakúak (Passeriformes) rendjébe, ezen belül a bülbülfélék (Pycnonotidae) családjába tartozó faj.

## Rendszerezése
A fajt John Cassin amerikai ornitológus írta le 1856-ban, a Trichophorus nembe Trichophorus notatus néven. Régebben használták a Bleda notata nevet is.

## Alfajok
- Bleda notatus notatus (Cassin, 1857) – délkelet-Nigériától délnyugat-Közép-afrikai Köztársaságig;
- Bleda notatus ugandae (van Someren, 1915) – délkelet-Közép-afrikai Köztársaság, a Kongói Demokratikus Köztársaság, délnyugat-Dél-Szudán, Uganda. Ez utóbbi fajt egyes rendszerezések külön fajnak tekintik (ugandai bléda, Bleda ugandae).

## Előfordulása
Afrikában, Egyenlítői-Guinea, Gabon, Kamerun, a Kongói Köztársaság, a Közép-afrikai Köztársaság és Nigéria területén honos.
Természetes élőhelyei a szubtrópusi vagy trópusi síkvidéki esőerdők, mocsári erdők és szavannák. Állandó, nem vonuló faj.

## Megjelenése
Testhossza 21 centiméter, testtömege 33-48 gramm.

## Életmódja
Rovarokkal táplálkozik.

## Természetvédelmi helyzete
Az elterjedési területe nagyon nagy, egyedszáma pedig stabil. A Természetvédelmi Világszövetség Vörös listáján nem fenyegetett fajként szerepel.